# Наземна боа от остров Раунд
Наземната боа от остров Раунд (Casarea dussumieri) е вид влечуго от семейство Bolyeridae. Видът е застрашен от изчезване.

## Разпространение
Разпространен е в Мавриций.

## Описание
Продължителността им на живот е около 17,8 години.